# Cristo si è fermato a Eboli (film)
Cristo si è fermato a Eboli è un film del 1979 diretto da Francesco Rosi, tratto dal romanzo omonimo di Carlo Levi e interpretato da Gian Maria Volonté.
Fu presentato fuori concorso al 32º Festival di Cannes.

## Trama
Carlo Levi è un pittore, scrittore e medico che, nel 1935, per la sua ideologia antifascista, viene condannato al confino ad Aliano, in Lucania. Aliano è un paese sperduto e povero, dove Cristo non è mai sceso a portare la sua redenzione. Inizialmente in difficoltà, entra poi in contatto con una varietà di personaggi: l'arciprete, uomo di cultura ma col vizio di bere, il carabiniere arricchitosi alle spalle dei contadini, Giulia, la donna di servizio, e il podestà, uomo di cultura e sostenitore del dittatore Benito Mussolini.
Si tratta di un mondo primitivo, pieno di superstizioni (memorabile la scena in cui Giulia afferma che non può buttare la spazzatura di notte perché l'angelo che c'è alla porta se ne andrebbe, o quando la donna rifiuta il ritratto che il pittore le voleva fare dicendo che il dipinto le avrebbe rubato l'anima). Levi entra in contatto con i contadini, che non giudica ma comprende, e si schiera dalla loro parte, ottenendo di essere il loro medico al posto dei medici locali, nonostante sia laureato in medicina ma non abbia mai esercitato la professione.
In questo paese arretrato, dove basta un po' di pioggia per far franare tutto, dove chi è andato in America è tornato vinto dalla malinconia, risuonano i discorsi di Mussolini, e la retorica della patria sembra l'unica via d'uscita ad una vita di privazioni e povertà per i giovani che si arruolano volontari nella guerra in Abissinia, nella speranza di poter ottenere un po' di terra. C'è però anche chi si chiede per quale motivo il governo debba spendere soldi nelle guerre invece che nel migliorare le condizioni di vita del paese. Con i successi militari in Africa arriva l'amnistia, e quindi il momento in cui Levi viene rilasciato e deve tornare a Torino. Il film si chiude a cerchio su Levi che ricorda malinconicamente i contadini lucani con cui ha fatto amicizia.

## Produzione
Le riprese sono state effettuate quasi interamente in Basilicata: nei borghi di Craco, Guardia Perticara, Aliano e nella frazione La Martella. Altre scene sono state girate nei comuni pugliesi di Gravina in Puglia e Santeramo in Colle.

## Distribuzione

### Versioni
Del film esistono due versioni: quella cinematografica di 150 minuti, distribuita nelle sale italiane a partire dal 23 febbraio 1979, e quella televisiva di 216 minuti, trasmessa dalla Rete 2 in quattro puntate, fra il 17 dicembre 1980 e il 7 gennaio 1981 - versione che la RAI ha poi reso disponibile su RaiPlay.

## Accoglienza

### Critica
Su Rotten Tomatoes, il film ottiene il 90% delle recensioni professionali positive con un voto medio di 8,10 su 10, basato su 10 recensioni.
Mira Liehm nel suo volume dedicato al cinema italiano dal 1942 alla prima metà degli anni Ottanta definisce leggendario il libro di Carlo Levi da cui il film è tratto e scrive, per quanto riguarda il linguaggio estetico, che il film risente negativamente del proposito di soddisfare contemporaneamente sia una serie televisiva che il grande schermo per cui la Lucania, al tempo una delle regioni più povere della penisola, viene fuori come un luogo di villeggiatura. Il critico svizzero Freddy Bauche aggiunge tra l'altro che il film, pur risultando un eccellente esercizio tecnico, non segue la poetica presente in Salvatore Giuliano, cosa che il libro di Levi, invece, avrebbe potuto rendere possibile. Gian Piero Brunetta, oltre a rimarcare l'ottima interpretazione di Gian Maria Volonté, scrive ponendo lo sguardo sugli aspetti più legati alla politica italiana trattati da Rosi: «Non è in fondo un caso che, a un certo momento della sua carriera, si incontri con l'opera di Carlo Levi (Cristo si è fermato ad Eboli) o con quella di Leonardo Sciascia (Cadaveri eccellenti è tratto da Il contesto), due autori che, come lui, hanno lavorato per tentare di penetrare nel cuore delle cose e per spiegare i singoli avvenimenti nei termini di una logica più ampia».

## Riconoscimenti
- 1979 - Chicago International Film Festival: Gold Hugo (nomination)[10]
- 1979 - David di Donatello: miglior film e miglior regista[11]
- 1979 - Gran Premio al Festival di Mosca[12]
- 1979 - Nastro d'argento: miglior attrice non protagonista (Lea Massari)[13]
- 1980 - National Board of Review: miglior film straniero[14]
- 1980 - Syndicat français de la critique de cinéma: miglior film straniero[15]
- 1983 - BAFTA: miglior film non in lingua inglese[16]